# Roland Berland

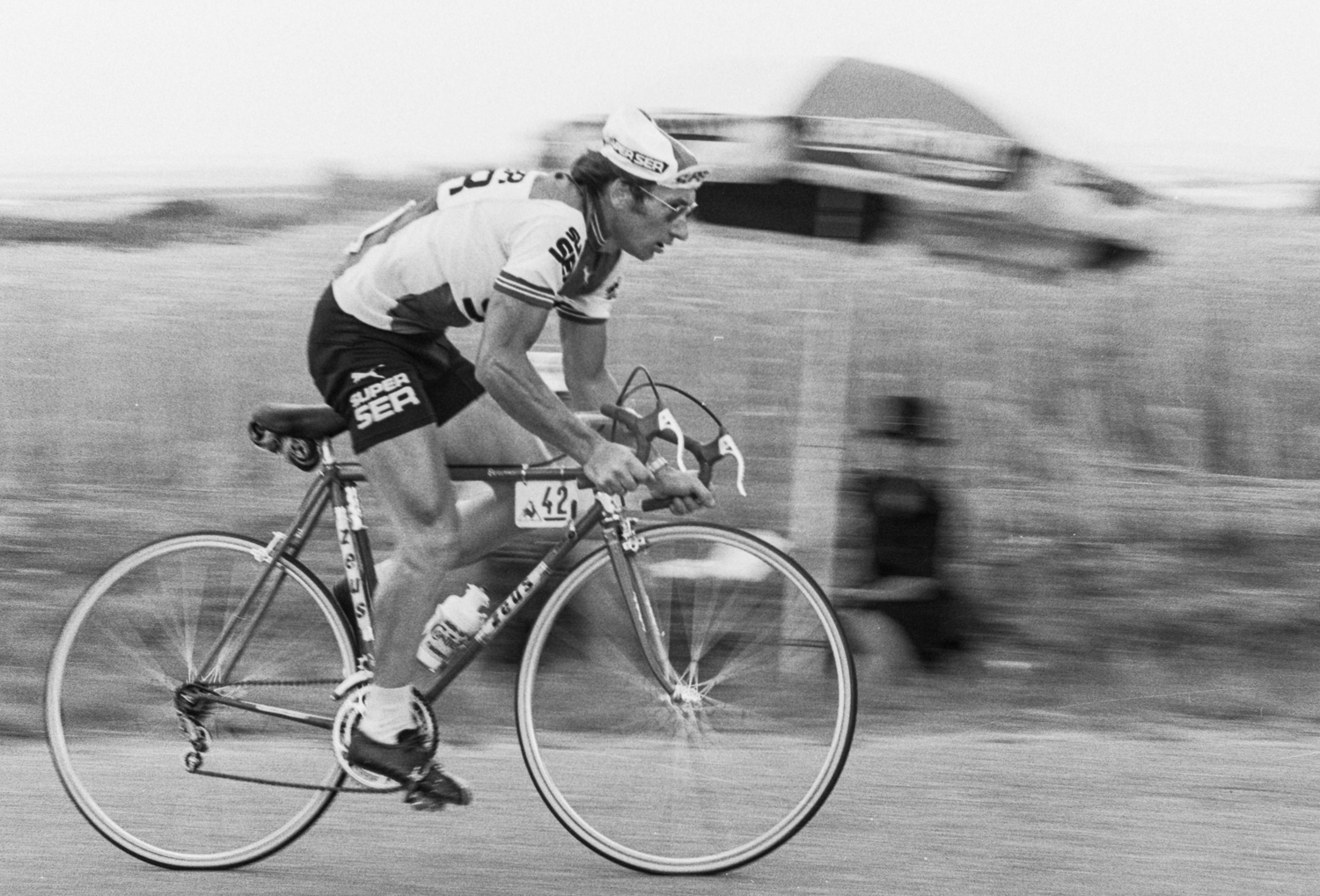
Roland Berland, 2013

Roland Berland (* 26. Februar 1945 in Saint-Laurent-de-la-Salle) ist ein ehemaliger französischer Radrennfahrer und nationaler Meister im Radsport.

## Sportliche Laufbahn
Sein erster großer Erfolg war der Sieg im Rennen Paris–Tours für Amateure im Jahr 1966. Bereits ein Jahr später gewann er die Meisterschaft im Straßenrennen der Amateure. Roland Berland war Profi-Radrennfahrer von 1968 bis 1980. In dieser Zeit wurde er zweimal – 1972 und 1979 – französischer Meister im Straßenrennen. Achtmal startete er bei der Tour de France, konnte sich jedoch in keinem Jahr profilieren. Seine beste Platzierung erreichte er 1973 als 28. Bei allen Starts erreichte er jedes Mal das Ziel in Paris. 1973 gewann er Paris–Bourges, jeweils Zweiter wurde er bei der Meisterschaft von Zürich und 1980 bei Bordeaux–Paris.

## Berufliches
Nach seiner Karriere betrieb Berland ein Fahrradgeschäft in Les Herbiers und war Sportlicher Leiter im Radsportteam Peugeot.